# Manuel Eufrásio Correia
Manoel Euphrasio Correia (Paranaguá, 16 de agosto de 1839 — Recife, 4 de fevereiro de 1888) foi um político brasileiro filiado ao Partido Conservador.

## Biografia
Após concluir os estudos primários, embarcou para Recife, onde fez o preparatório. Recebeu o grau de bacharel em Ciências Jurídicas e Sociais em 3 de dezembro de 1862, quando voltou para o Paraná. Em Curitiba se dedicou à advocacia.
Foi presidente da província de Pernambuco, de 7 de novembro de 1887 a 4 de fevereiro de 1888, após recusar o cargo de ministro do Império.
Quando em São Paulo, trabalhou na imprensa e redigiu o jornal “A Ordem”. Mais tarde, na “Terra dos Pinheirais”, foi redator do periódico “A Fenix”. Exerceu os cargos de delegado de polícia, promotor público, 1º suplente de juiz municipal de Paranaguá, inspetor do Tesouro Provincial do Paraná e chefe de polícia de Santa Catarina.
Com rara sabedoria, formulou o parecer sobre as finanças da Província do Paraná, da qual foi um grande defensor. Em Curitiba há uma praça com o nome do grande orador e homem de destaque na história do Paraná.
Nome de praça e estação tubo em Curitiba e de Escola em Piraquara, nasceu em Paranaguá, terminou seus estudos primários na província do Paraná, iniciou o curso de Direito em Recife, mas o concluiu na Faculdade de Direito de São Paulo, em 1862. Destacou-se como promotor público, deputado geral, provincial e presidente da assembleia provincial do Paraná, onde era considerado "como orador irresistível, de maneira que se enchiam as galerias de povo avido de lhe ouvir a palavra e applaudil-o, quando previamente se sabia de algum discurso seu" (Gazeta Paranaense, anno XII, n. 31, p. 2).
Também chefiou a polícia de Santa Catarina e sua maior honraria pública foi ser nomeado o 58° presidente da província de Pernambuco. Tomou posse a 7 de novembro de 1887 e governou até 4 de fevereiro de 1888, quando faleceu no exercício do mandato no engenho S. Francisco, Freguesia da Varzea, nos arredores de Recife, de uma "lymphatite perniciosa" (malária), segundo a Gazeta Paranaense de 10 de fevereiro de 1888, ano da promulgação da Lei Áurea que aboliu a escravidão no Brasil. Antes de morrer disse: "Dar-me-ei por muito feliz em morrer na formosa terra de Pernambuco, caso não me permita a sorte fechar os olhos no meu estremecido Paraná”. Foi sepultado no Cemitério Público do Recife, no mausoléu do conselheiro João José Ferreira de Aguiar, com todas as honras a que tinha direito. Convém não esquecer que era o líder inconteste do partido conservador paranaense e personagem muito influente em sua província natal.
Na doutrina espírita atual (Allan Kardec), algumas casas no interior do Paraná e São Paulo, em sessões solenes, apresentam o ilustre político e jurista como um grande espírito benfeitor que profere palestras dedicadas ao amor e caridade.>